# Куліса

Кулісний механізм (куліса зафарбована у жовтий колір)

Кулі́са (рос. кулиса, англ. link, нім. Schleife f, Kulisse f) — деталь (ланка) механізму або машини з прорізом, в якому ковзає палець або повзун (камінь), з'єднаний з іншою рухомою деталлю. Використовується у кулісних механізмах.